# Hypnodendron auricomum
Hypnodendron auricomum là một loài Rêu trong họ Hypnodendraceae. Loài này được Broth. & Geh. mô tả khoa học đầu tiên năm 1898.